# Brachythecium laxifolium
Brachythecium laxifolium är en bladmossart som beskrevs av Hugh Neville Dixon 1938. Brachythecium laxifolium ingår i släktet gräsmossor, och familjen Brachytheciaceae. Inga underarter finns listade i Catalogue of Life.